# Ulva (släkte)
Ulva är ett släkte grönalger i klassen Ulvophyceae, ordningen Ulvales. Totalt finns 100 arter.
Släktet, som ursprungligen definierades av Linné 1753, har sedan splittrats upp i olika släkten. Molekylärbiologiska analyser har åter lett till att flera släkten (Enteromorpha och Chloropelta) nu åter räknas in i Ulva.
Liksom övriga medlemmar i ordningen Ulvales har Ulva generationsväxling med isomorfa generationer. Vidare är sporangier och gametangier liknande i struktur och utveckling. Alger i släktet Ulva kräver närvaro av vissa bakterier för att utveckla normal morfologi.
Längs de svenska kusterna hittar man bland annat havssallat (Ulva lactuca), tarmalg (Ulva intestinalis, tid. Enteromorpha intestinalis), grov tarmalg (Ulva compressa tid. Enteromorpha compressa), fingrenig tarmalg (Ulva procera tid. Enteromorpha procera) och spretig tarmalg (Ulva prolifera tid. Enteromorpha prolifera).